# سعید شیرود قربانی
سعید شیرود قربانی معروف به سعید شیرود (۱۳۷۰ - تنکابن)، بازیکن باشگاه والیبال هورسان رامسر است. او در شهر شیرود زیر نظر پدرش والیبال خود را شروع کرد و پس از طی کردن مراحل پیشرفت در تیم های پایه، به تیم ملی نوجوانان ایران دعوت شد و با این تیم قهرمان مسابقات قهرمانی نوجوانان آسیا و نایب قهرمان مسابقات قهرمانی نوجوانان جهان شد. در تیم ملی جوانان ایران نیز به مقام نایب قهرمانی جوانان آسیا رسید. همچنین سعید شیرود سابقه قهرمانی به همراه تیم ملی دانشجویان ایران در مسابقات دانشجویان جهان را نیز در کارنامه دارد.
سعید شیرود در لیگ برتر والیبال ایران ابتدا به تیم ارتعاشات صنعتی تهران پیوست و بعد از آن راهی پیشگامان کویر یزد شد. سپس در دورهٔ بازی در تیم نوین کشاورز تهران در سال ۹۲ توسط خولیو ولاسکو به تیم ملی ب مردان ایران دعوت شد و در مسابقات جام کنفدراسیون آسیا (جام AVC) عنوان امتیازآورترین بازیکن مسابقات را به دست آورد. او همچنین سابقه حضور در تمرینات تیم ملی الف مردان ایران در زمان سرمربی‌گری اسلوبودان کواچ (در سال ۱۳۹۳) و ایگور کولاکوویچ (در سال ۹۵ و ۹۶) را نیز در کارنامه دارد.
شیرود در سال ۲۰۱۷ به همراه تیم ملی والیبال دانشجویان، قهرمان مسابقات جهانی یونیورسیاد شد.
وی داماد مسعود آرمات است.

## افتخارات
- مقام اول - مسابقات قهرمانی نوجوانان آسیا
- مقام دوم - مسابقات قهرمانی والیبال نوجوانان جهان
- مقام دوم - مسابقات قهرمانی والیبال جوانان آسیا
- مقام چهارم - مسابقات والیبال جام کنفدراسیون آسیا
- مقام پنجم - مسابقات قهرمانی والیبال جوانان جهان
- مقام پنجم - مسابقات قهرمانی والیبال زیر ۲۳ سال جهان
- مقام پنجم - مسابقات المپیک دانشجویان جهان
- مقام اول - مسابقات قهرمانی دانشجویان جهان